# Front (Ligue socialiste)
Pour les articles homonymes, voir Front et Ligue socialiste (homonymie).
Le Front (Ligue socialiste) (フロント(社会主義同盟) (フロント　しゃかいしゅぎどうめい)) est l’une des factions de la Nouvelle Gauche au Japon.

## Histoire
En mai 1962, la Ligue socialiste unifiée (Toitsu Shakaishugi Domei abrégé en Toshado) est fondée.